# Bex
Bex és una ciutat i municipi de Suïssa situada al cantó de Vaud i el districte d'Aigle.